# Alessandra Ambrosio

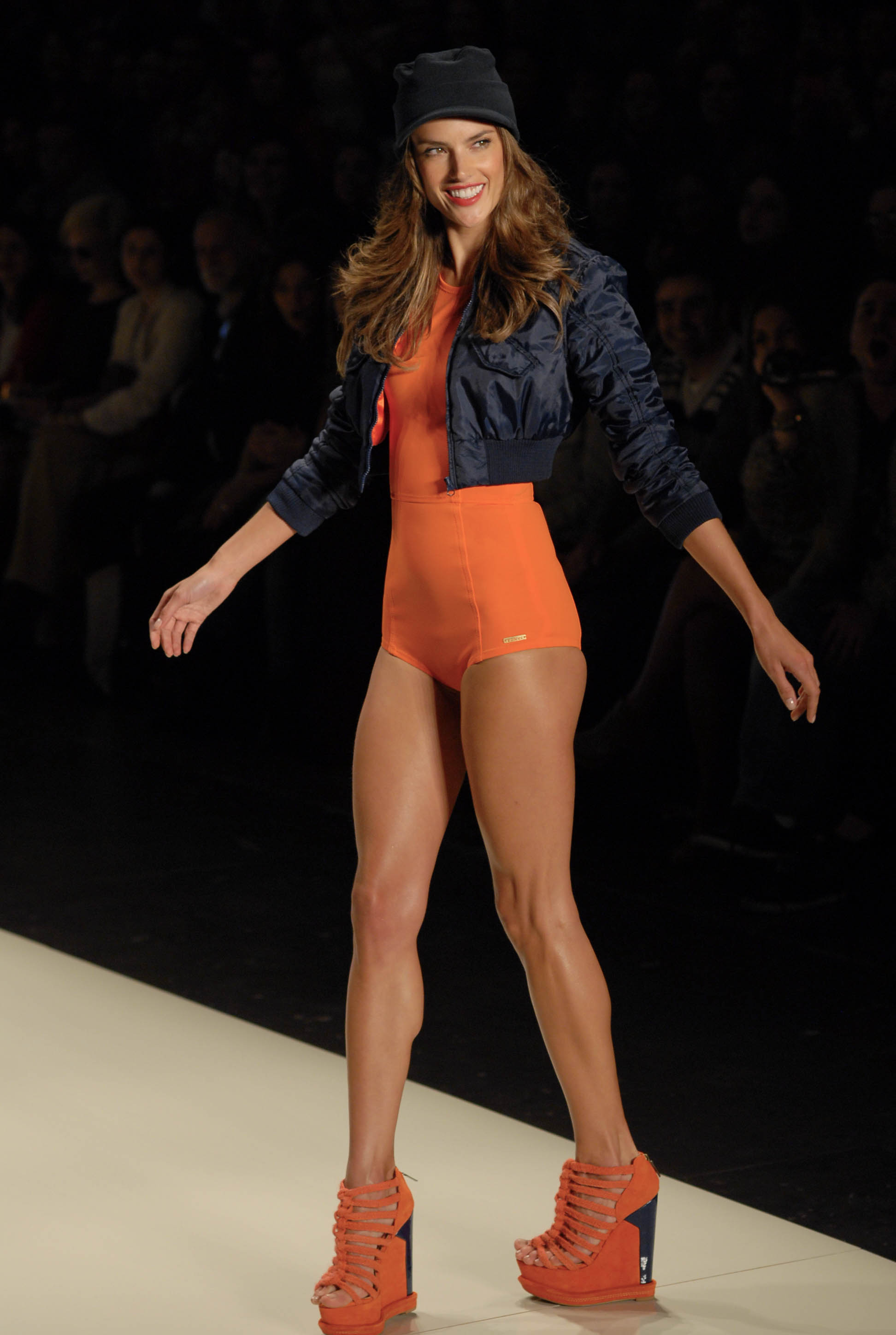
Alessandra Ambrosio auf der Fashion Week in São Paulo 2011

Alessandra Corine Maria Ambrósio (* 11. April 1981 in Erechim, Rio Grande do Sul) ist ein brasilianisches Model. 

## Leben
Ambrosios Vater ist italienischer Herkunft, ihre Mutter hat polnisch-brasilianische Wurzeln. Sie wird von der Elite Model Group gemanagt und gehört seit 2000 zur Riege der Victoria’s-Secret-Models. Schon mit zwölf Jahren begann sie mit dem Model-Training und kam 1996 als eine der Finalistinnen des Modelwettbewerbs Elite Model Look auf das Titelblatt der brasilianischen Vogue. Ihren ersten Modeljob hatte sie bei Elle Brasil, danach folgten Werbekampagnen für Unternehmen wie Revlon und Gap. 2008 präsentierte Ambrosio zusammen mit Marisa Miller die Bademodenkollektion 2008 für Victoria’s Secret. Des Weiteren war sie bereits für zahlreiche bekannte Designer auf dem Laufsteg, darunter Christian Lacroix, Christian Dior und Giorgio Armani. Außerdem ist sie in diversen Werbespots für die US-amerikanische Automarke Hummer zu sehen und war eines der Models der Pirelli-Kalender-Kampagne 2003.

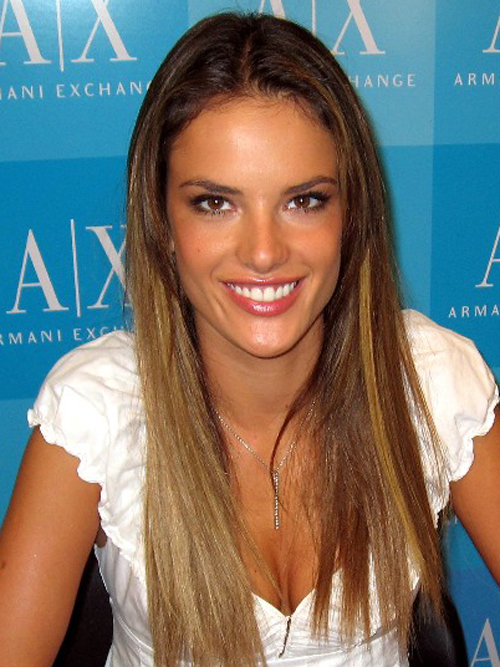
Alessandra Ambrosio (Juni 2007)

Im James-Bond-Film Casino Royale hatte Ambrosio einen kurzen Gastauftritt als Tennisspielerin vor dem Ocean Club. Außerdem trat sie kurz in der ersten Folge der vierten Staffel von Entourage auf. Sie hatte ebenfalls einen kleinen Gastauftritt in der zehnten Folge der dritten Staffel von How I Met Your Mother. Dort verkörperte sie sich selbst auf einer Victoria’s-Secret-Aftershowparty.
Derzeit lebt Ambrosio in New York City. Sie war ab 2005 mit dem US-amerikanischen Geschäftsmann Jamie Mazur liiert, mit dem sie am 24. August 2008 eine Tochter bekam.
Bereits wenige Monate später war sie wieder als Dessousmodel für Victoria’s Secret tätig. Am 7. Mai 2012 wurden Alessandra Ambrosio und Jamie Mazur mit der Geburt eines Sohnes erneut Eltern. 2018 trennte sich das Paar.
Für LG Electronics war sie 2010 in einer Werbekampagne auf dem koreanischen Markt zu sehen. 2014 eröffnete Alessandra Ambrosio die 60. Auflage der Mercedes-Benz Fashion Week, die in Madrid stattfand.
Ihr Schauspieldebüt gab sie 2015 in der Rolle der Samia, eines ehemaligen Topmodels, in der Telenovela Verdades Secretas. 2017 gab sie bekannt, dass sie ihren Vertrag mit Victoria’s Secret nicht verlängern wird. Für LASCANA ist sie seit April 2018 als Markenbotschafterin tätig. 2023 war sie Gast-Jurorin bei „Germany’s Next Topmodel“.
Ambrosio ist Botschafterin der US-amerikanischen National Multiple Sclerosis Society.

## Filmografie
- 2006: James Bond 007 – Casino Royale (Casino Royale)
- 2007: Entourage (Fernsehserie, Staffel 3, Episode 13)
- 2007: How I Met Your Mother (Fernsehserie, Staffel 3, Episode 10)
- 2010: Gossip Girl (Fernsehserie, Staffel 4, Episode 3)
- 2013: Weird Science 2 – Strange Chemistry (Kurzfilm)
- 2014: New Girl (Fernsehserie, Staffel 3, Episode 14)
- 2015: Daddy’s Home – Ein Vater zu viel (Daddy's Home)
- 2015: Hidden Truths (Verdades Secretas, Fernsehserie, 13 Folgen)
- 2016: Teenage Mutant Ninja Turtles: Out of the Shadows
- 2017: Daddy’s Home 2 – Mehr Väter, mehr Probleme! (Daddy’s Home 2)
- 2019: American Housewife (Fernsehserie, Staffel 4, Episode 1)